# Афин
Афин — являлся штатным антидотом для фосфорорганических веществ (необратимых ингибиторов ацетилхолинэстеразы), и входил в состав ряда аптечек и комплектов для оказания медицинской помощи, в частности, в состав аптечек АИ-1, АИ-2, АИ-3. Упаковывался в шприц-тюбик с красным колпачком. В состав данного антидота входили центральные м-, н-холинолитики (апрофен, пентафен, нанофен) и фенамин. При поражении ФОС лёгкой степени тяжести предписывалось вводить 1 мл антидота, при средней степени тяжести — 2 мл, при тяжёлой и крайне тяжёлой — 2 мл и через час ещё 1 мл, через час введение 1 мл можно повторить, но суммарная доза афина не должна превышать 5 мл.
Механизм защитного действия препарата основан на входящем в его состав холинолитике, вызывающим обратимый паралич холинорецепторов, и таким образом препятствующим действию фосфорорганических отравляющих веществ.
Афин временно блокирует холинэргические рецепторы, чтобы у человека, получившего дозу ФОВ, не проявились симптомы отравления. В результате в организме заблокированы два важных звена, необходимых для нормальной жизнедеятельности — холинорецепторы и сама ацетилхолинэстераза, но организм жив и есть время для приёма реактиватора ацетилхолинэстеразы, чтобы полностью избавиться от последствий отравления, в качестве которого рекомендуются изонитрозин или 2-ПАМ (пралидоксим).
Изонитрозин является третичным амином, хорошо проникает через гематоэнцефалический барьер и ослабляет или полностью устраняет проявления отравления, связанные с ингибированием ацетилхолинэстеразы под влиянием ФОС как в периферических, так и в центральных холинергических синапсах.
При парентеральном введении изонитрозин быстро всасывается в кровь, а после внутримышечного введения накапливается в крови в максимальных концентрациях через 15—20 мин.
Назначают, как правило, в комбинации с атропином или другими холиноблокирующими средствами.

## Действие
Действие наступает практически мгновенно и продолжается несколько часов.